# Aerospace Valley

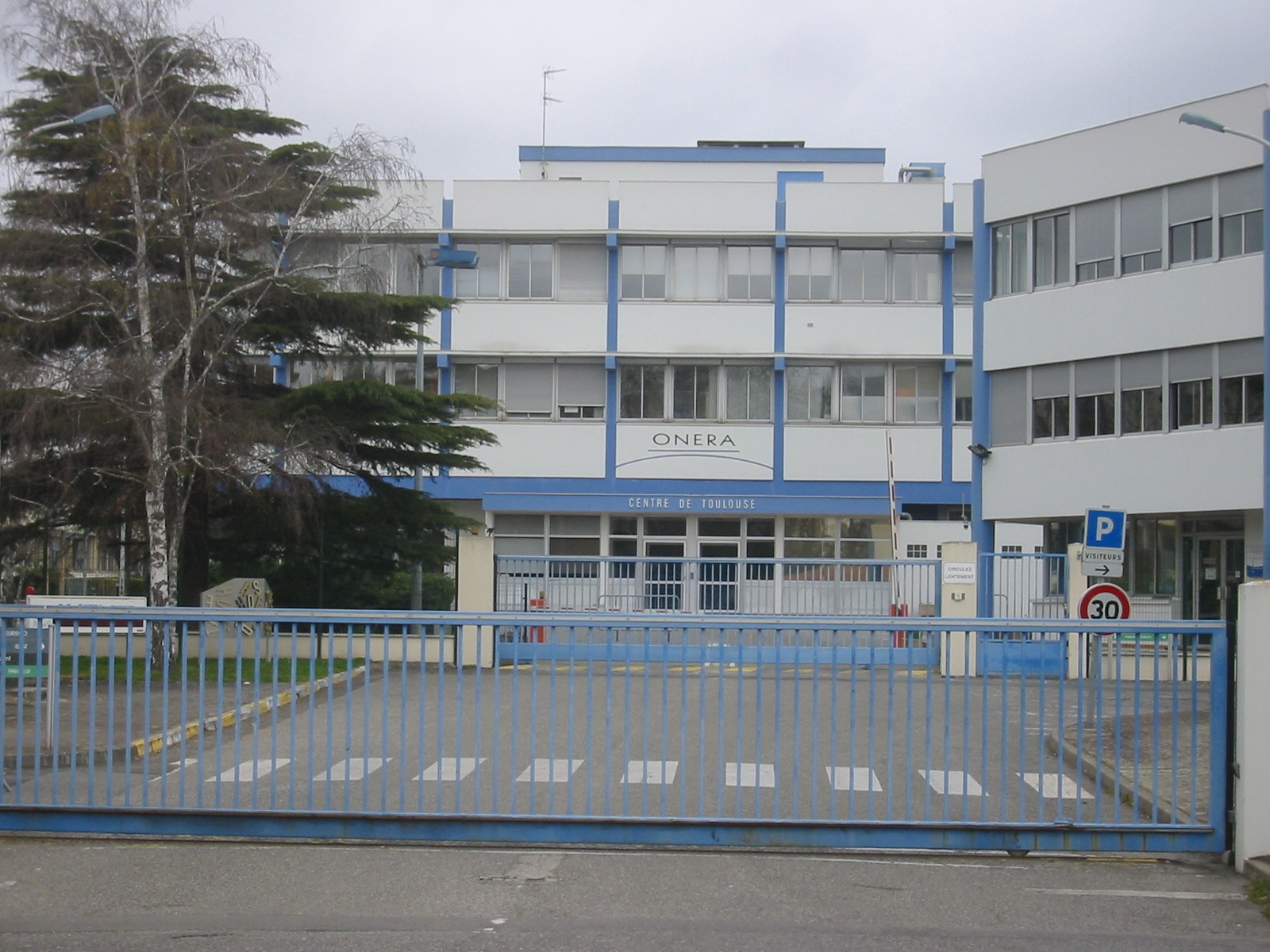
Vestiging van Office national d'études et de recherches aérospatiales (ONERA) in Toulouse

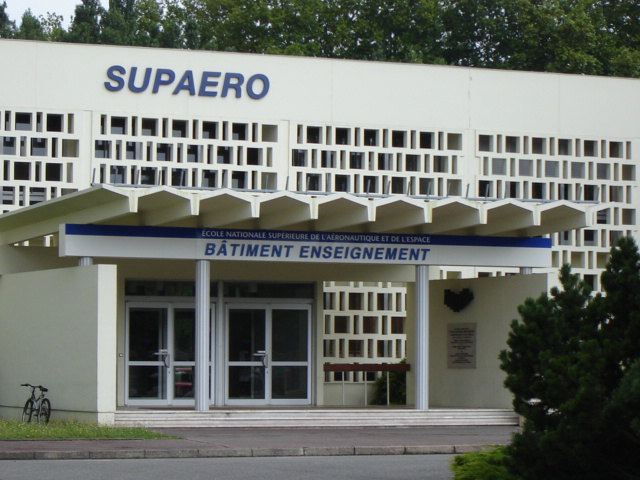
Institut supérieur de l'aéronautique et de l'espace (SUPAERO)

Aerospace Valley is een Franse cluster van bedrijven en -onderzoekscentra in de luchtvaart- en ruimtevaartindustrie. De cluster is gevestigd in de regio's Occitanie en Nouvelle-Aquitaine in Zuidwest-Frankrijk. Aerospace Valley werd opgericht in 2005 en is voornamelijk geconcentreerd rond de stad Toulouse.
De ruim 500 aangesloten bedrijven (waaronder Airbus, EADS, Air France Industries en Dassault Aviation) zorgen voor zo'n 120.000 banen in de lucht- en ruimtevaartindustrie. Daarnaast zijn 8.500 onderzoekers actief binnen de aangesloten bedrijven en universiteiten.
Doel van de cluster is om de volgende 20 jaar nog eens 40.000 extra arbeidsplaatsen te scheppen. Tot nu toe heeft de cluster zo'n 220 onderzoeksprojecten geïnitieerd met een gezamenlijk budget van 460 miljoen euro, waaronder 204 miljoen euro aan overheidsgeld.
Het hoofdkantoor van Aerospace Valley  is in Toulouse. Aan het hoofd staat Jean-Marc Thomas, tevens vicebestuursvoorzitter van Airbus France. Belangrijke centra zijn:
- De Toulouse Aerospace-campus in Toulouse met de luchtvaartopleidingshogescholen ISAE (een fusie van SUPAERO en ENSICA) en ENAC en meer dan 1000 onderzoekers aan onder andere ONERA, CNRS en CNES. Ook de Université Paul Sabatier, INSA en INPT en IPSA maken deel uit van deze concentratie van onderzoeks- en opleidingscentra in en rond Toulouse.
- Een nieuw lucht- en ruimtevaartonderzoekslaboratorium van het INRI in Bordeaux
- Een onderzoekscentrum naast Turbomeca in Bordes voor onderzoek naar brandstof voor lucht- en ruimtevaart
- Een experimenteel centrum in Tarbes voor het ontmantelen van afgedankte civiele en militaire vliegtuigen.